# Campeonato Sudamericano 1922
Die Campeonato Sudamericano 1922 war die 6. Auflage der südamerikanischen Kontinentalmeisterschaft im Fußball und fand vom 17. September bis 22. Oktober zum zweiten Mal in Brasilien statt.
An diesem Fußballturnier nahmen erstmals alle fünf Mitglieder der CONMEBOL teil. Die Meisterschaft wurde wie bisher im Ligasystem (Jeder gegen Jeden) ausgetragen. Bei Punktgleichheit auf dem ersten Platz war ein Entscheidungsspiel vorgesehen. Alle Spiele wurden in Rio de Janeiro im Estadio dos Laranjeiras (Stadion von Fluminense FC) ausgetragen. Das Stadion fasste damals ca. 30.000 Zuschauer.
Fußball-Südamerika-Meister 1922 wurde zum zweiten Mal Gastgeber Brasilien.

## Spielergebnisse
| Pl. | Land        | Sp. | S | U | N | Tore    | Diff. | Punkte |
| --- | ----------- | --- | - | - | - | ------- | ----- | ------ |
| 1.  | Paraguay    | 4   | 2 | 1 | 1 | 005:300 | +2    | 05:30  |
| 2.  | Brasilien   | 4   | 1 | 3 | 0 | 004:200 | +2    | 05:30  |
| 3.  | Uruguay     | 4   | 2 | 1 | 1 | 003:100 | +2    | 05:30  |
| 4.  | Argentinien | 4   | 2 | 0 | 2 | 006:300 | +3    | 04:40  |
| 5.  | Chile       | 4   | 0 | 1 | 3 | 001:100 | −9    | 01:70  |

|                    |   |             |           |
| 17. September 1922 |   |             |           |
| Brasilien          | – | Chile       | 1:1 (1:1) |
| 23. September 1922 |   |             |           |
| Uruguay            | – | Chile       | 2:0 (2:0) |
| 24. September 1922 |   |             |           |
| Brasilien          | – | Paraguay    | 1:1 (0:1) |
| 28. September 1922 |   |             |           |
| Argentinien        | – | Chile       | 4:0 (3:0) |
| 1. Oktober 1922    |   |             |           |
| Brasilien          | – | Uruguay     | 0:0       |
| 5. Oktober 1922    |   |             |           |
| Paraguay           | – | Chile       | 3:0 (2:0) |
| 8. Oktober 1922    |   |             |           |
| Uruguay            | – | Argentinien | 1:0 (1:0) |
| 12. Oktober 1922   |   |             |           |
| Uruguay            | – | Paraguay    | 0:1 (0:1) |
| 15. Oktober 1922   |   |             |           |
| Brasilien          | – | Argentinien | 2:0 (1:0) |
| 18. Oktober 1922   |   |             |           |
| Argentinien        | – | Paraguay    | 2:0 (0:0) |

### Entscheidungsspiel
Die Punktgleichheit zwischen Brasilien, Paraguay und Uruguay machte eine Entscheidungsrunde dieser drei Teams erforderlich. Da jedoch Uruguay aus Ärger über die Schiedsrichterleistung im Duell gegen Paraguay auf diese Runde verzichtete und vorzeitig abreiste, gab es nunmehr ein Entscheidungsspiel zwischen Brasilien und Paraguay.
|                  |   |          |           |
| 22. Oktober 1922 |   |          |           |
| Brasilien        | – | Paraguay | 3:0 (1:0) |

Pünktlich für das Entscheidungsspiel erreichten die Brasilianer ihre beste Form bei diesem Turnier. Sie dominierten die gesamten 90 Minuten. Für Brasilien war es der zweite Titelgewinn.

## Beste Torschützen
| Rang | Spieler       | Tore |
| ---- | ------------- | ---- |
| 1    | Julio Francia | 4    |
| 2    | Amílcar       | 2    |
|      | Formiga       | 2    |
|      | Neco          | 2    |

## Mannschaftsaufgebote
Brasilien
Júlio Kuntz (Torwart, CR Flamengo), Marcos (Torwart, Fluminense FC), Amílcar (Corinthians São Paulo), Barto Bartholomeu Gugani (São Bento FC), Formiga Xavier Camargo (Club Athletico Paulistano), Fortes (Fluminense FC), Arthur Friedenreich (Club Athletico Paulistano), Héitor Domingues (Palmeiras São Paulo), Durval Machado Junqueiro (CR Flamengo), Lais Arthur Antunes de Morães e Castro (Fluminense FC), Neco (Corinthians São Paulo), Luís Bento Palamone (Botafogo FR), Raphael Rodrigues (Corinthians São Paulo), Tatú Altino Marcondes (Corinthians São Paulo).
Spielertrainer: Lais Arthur Antunes de Morães e Castro
Brasilien zeigte wieder einmal, dass es zu Hause eine Bank war. Bei den Turnieren im Ausland in der Regel chancenlos, blieb es wie schon 1919 im eigenen Land in allen Spielen ungeschlagen. Dabei steigerte sich die Mannschaft von Spiel zu Spiel. Nach dem müden 1:1-Unentschieden zum Auftakt gegen Chile erreichte die Leistung des Teams seinen Höhepunkt beim 2:0 -Sieg gegen Argentinien, mit dem sie die Ambitionen des Titelverteidigers beendeten. Allerdings standen sie – auch hier eine Parallele zu 1919 – am Ende nicht allein an der Tabellenspitze, sondern mussten sich diese Position, belastet mit drei Unentschieden, mit Paraguay und Uruguay teilen, so dass die Brasilianer in die Entscheidungsrunde mussten. Dass es soweit kam, hatten sie allerdings den Schiedsrichtern aus ihrem eigenen Land zu verdanken, die dabei mithalfen, dass auch die Konkurrenz am Ende drei Minuspunkte aufzuweisen hatte.
 Paraguay
Modesto Denis (Torwart), Isidoro Benítez-Casco, Luciano Capdevila, Roque Centurión-Miranda, Carlos Elizeche, Enrique Erico, Manuel Fleitas Solich, Luis Fretes, Ramón González, Ildefonso López, César Mena-Porta, Venancio Paredes, Julio Ramírez, Gerardo Rivas, Daniel Schaerer.
Spielertrainer: Manuel Fleitas Solich
Paraguay war die große Überraschung dieses Turniers. Schon das Erreichen der Entscheidungsrunde war ein Riesentriumph für den Außenseiter. Höhepunkt war der 1:0-Sieg gegen Uruguay, der allerdings mit gütiger Hilfe des brasilianischen Schiedsrichters zustande kam. Vor dem letzten Spiel gegen Argentinien hatten es die Paraguayer sogar in der Hand, durch ein Unentschieden oder einen Sieg den Turniersieg zu holen. Doch hatte man noch gegen Uruguay mit Hilfe des Schiedsrichters gewonnen (s. unten), so war es jetzt ein anderer brasilianischer Schiedsrichter (Enrique Vignal), der durch zahlreiche zweifelhafte Entscheidungen die Argentinier begünstigte. Die Mannschaft Paraguays verließ sogar in der 79. Minute aus Protest gegen einen zweifelhaften Elfmeter für Argentinien vorübergehend das Spielfeld. Das Duell ging für Paraguay verloren und man musste in die Entscheidungsrunde.
 Uruguay
Fausto Batignani (Torwart, Liverpool FC), Manuel Beloutas (Torwart, Universal), Antonio Aguerre (Liverpool FC), Fausto Broncini (Central), Felipe Buffoni (Montevideo Wanderers), Norberto Cassanello (Montevideo Wanderers), Juan Carlos Heguy (Central), Rodolfo Marán (Nacional Montevideo), Alberto Nogués (Montevideo Wanderers), Juan Otero (Central), Ángel Romano (Nacional Montevideo), Pascual Somma (Nacional Montevideo), Domingo Tejera (Montevideo Wanderers), Antonio Urdinarán (Nacional Montevideo), José Vanzzino (Nacional Montevideo), José Vidal (Belgrano), Alfredo Zibechi (Nacional Montevideo).
Trainer: Pedro Olivieri
Uruguay wurde ähnlich wie Paraguay zu einer tragischen Mannschaft dieses Turnier. Nach Siegen gegen Chile und Erzrivale Argentinien sowie einem 0:0 gegen Brasilien genügte den „Urus“ bereits ein Unentschieden gegen Paraguay zum Gewinn des vierten Campeonato Sudamericano-Titels. Es war daher aus sportlicher Sicht nicht die glücklichste Entscheidung, den brasilianischen Schiedsrichter „Pedro Santos“ die Partie leiten zu lassen; denn nur eine Niederlage der Uruguayer hätte die Brasilianer wieder ins Spiel gebracht. So wurden die Uruguayer gnadenlos verpfiffen und verloren mit 0:1. Damit war Uruguay punktgleich mit Brasilien und Paraguay an der Tabellenspitze. Doch Uruguay verzichtete aus Ärger über diese Schiedsrichterleistung auf eine Entscheidungsrunde und reiste vorzeitig ab.
 Argentinien
Américo Miguel Tesoriere (Torwart, CA Boca Juniors), Pedro Castoldi (Sportivo Barracas), Adolfo Celli (CA Newell’s Old Boys Rosario), Ernesto Celli (Newell’s Old Boys Rosario), Alfredo Luis Chabrolín (Newell’s Old Boys Rosario), Angel Domingo Chiessa (Club Atlético Huracán), Marcelo De Césari (CA Boca Juniors), Miguel Dellavalle (Talleres Córdoba), Julio Francia (CA Tiro Federal), José Bruno Gaslini (Alvear Buenos Aires), Julio Libonatti (Newell’s Old Boys Rosario), Ángel Médici (CA Boca Juniors), Rulio Rivet (Del Plata), Nicolás Rofrano (Alvear Buenos Aires), Florencio Sarasíbar (Tiro Federal Rosario), Emilio Solari (Nueva Chicago Buenos Aires).
ohne offiziellen Trainer
Titelverteidiger Argentinien enttäuschte bei dieser „Copa“. Nach dem glanzvollen 4:0-Sieg zum Auftakt gegen Chile gab es zwei enttäuschende Niederlagen gegen die „Urus“ und gegen Brasilien. Erst das letzte Spiel gegen Paraguay konnten die Argentinier mit gütiger Mithilfe des Schiedsrichters wieder siegreich gestalten. Doch der vierte Platz konnte sicher nicht befriedigen.
 Chile
René Balbontín (Torwart, Badminton FC Valparaíso), Guillermo Bernal (Torwart, Jorge V Santiago), Enrique Abello (Magallanes Santiago), Manuel Bravo (Unión Coquimbo), Carlos Catalán (Fábrica de Vidrios Santiago), Aurelio Domínguez (Artillero de Costa Talcahuano), Humberto Elgueta (Gold Cross FC Talcahuano), Luis Encina (Norteamérica Santiago), Óscar González (La Cruz FC Valparaíso), Ulises Poirier (La Cruz FC Valparaíso), Manuel Ramírez (Centro de Torneros), Víctor Varas (Artillero de Costa Talcahuano), Pedro Vergara (Eleuterio Ramírez Santiago), Víctor Zavala (Linares FC).
Trainer: Juan Carlos Bertone (Uruguay)
Chile konnte nach einjähriger Pause bei seinem Comeback bei der Campeonato Sudamericano nicht überzeugen. Nach einem zufriedenstellenden 1:1 gegen Gastgeber Brasilien, war man in allen darauffolgenden Partien absolut chancenlos.
kursiv = „Künstlernamen“